# Dick Gyllander
Dick Gyllander, född 21 augusti 1942, död 24 januari 2006 i Spanien, folkbokförd i Luleå domkyrkoförsamling, Luleå, svensk jazzmusiker (gitarr).
Gyllander var framför allt verksam i Piteå och Luleå. Jazzgitarrist och orkesterledare. Arrangerade även ett stort antal konserter. Verksam som pedagog vid Framnäs folkhögskola och vid Musikhögskolan i Piteå.

## Diskografi
- Grovdoppa / Allan Edwall, 1979
- Vetahuteri / Allan Edwall, 1984
- Edwalls blandning
- Grovdoppa / Allan Edwall
- Alla mina visor / Allan Edwall
- Nobody knows, 1976
- All of me / Rydgren, Sören, 1979
- Dick Gyllander presenterar Lars Lundström och Tatti
- Gavott för gitarr d-Dur
- Dick Gyllander kvintett presenterar Göran Söderlund och Logical space
- Pupil and teachers / Stark, Bengt